# Síncope vasovagal
El síncope vasovagal (desmayo común, síncope neurocardiogénico mediado por reflejo de Bezold-Jarisch) es una forma de pérdida de la conciencia.

## Descripción  principal
Es la forma más común de desmayo. Diversas situaciones estimulan el nervio vago, lo que ocasiona una reducción de la frecuencia cardíaca y una dilatación de los vasos sanguíneos del cuerpo por mediación del sistema parasimpático. La frecuencia cardíaca lenta y los vasos sanguíneos dilatados hacen que llegue menos cantidad de sangre al cerebro, provocando así el desmayo.
El síncope vasovagal es de tipo reflejo. Existen síncopes situacionales que ocurren en momentos como al orinar, defecar, deglutir o toser. Las causas del síncope no se han entendido por completo, pero se cree que se presentan en personas con una carga venosa periférica excesiva, lo que produce una caída súbita del retorno venoso periférico, lo que da como resultado un estado de hipercontractilidad cardíaca que activa los mecanorreceptores que responden al estiramiento, limitando así las condiciones de la hipotensión y provoca una disminución en el ritmo cardíaco por debajo de 60 latidos por minuto (lo considerado normal es de 60 a 100 latidos por minuto).

## Factores desencadenantes
Los factores desencadenantes del síncope vasovagal son los que producen en las personas sensibles un aumento de la actividad parasimpática. Los principales, aunque no los únicos:
- Cambios drásticos de posición (al levantarse muy rápido, yoga, pilates, hacer ejercicios abdominales, entre otros).
- Estar de pie por mucho tiempo (centros comerciales, autobuses, cola de bancos).
- Sentarse por mucho tiempo.
- estrés emocional
- Cualquier dolor.
- Estimulaciones no placenteras como:
  - Donar sangre.
- exposición prolongada al calor
- emociones extremas
- hambre
- ansiedad
- conglomeración de personas
- náuseas o vómitos
- deshidratación
- micción o defecación
- deglución
- Toser mucho.
- cólicos
- cambio de altitud
- presión en ciertos lugares de la garganta, la nariz o los ojos
- punciones venosas o intramusculares
- cirugía dental
- olores desagradables
- olores químicos (pintura, cloro, resistol,...)
- uso de diuréticos
- restricción de la sal en la dieta
- ingesta de alcohol o una comida muy copiosa
- Hacer ejercicios fuertes en un clima muy caluroso.
- Consumo de sustancias adictivas, alcohol
- alergias a medicamentos
- Subirse a atracciones de parques de diversiones como montañas rusas y toboganes, especialmente en climas calurosos.
- Cargar objetos pesados.
- vapor (baños turcos, saunas)

## Características clínicas
La mayoría de los síncopes (75 %) en pacientes con "corazón sano" se deben al síncope vasovagal. Aproximadamente el 70 % de los pacientes son menores de sesenta y cinco años, siendo más frecuente en mujeres que en varones.
Aunque algunos de estos enfermos pueden presentar en mayor o menor grado hipotensión ortostática, la mayoría tienen una presión arterial normal entre los episodios sincopales. En muchos casos el síncope está precedido de pródromos (que pueden durar de segundos a minutos), y entre ellos se encuentran: 
- bostezos
- malestar epigástrico
- debilidad
- parestesias
- calor
- ansiedad
- disminución del campo visual
- hiperventilación
- palpitaciones
- palidez
- diaforesis (sudoración)
- náuseas
- mareo
- vértigo
- sensación de que los oídos están tapados
- escuchar un zumbido gradual en los oídos
- debilidad para respirar o caminar
- sensación de desmayo inminente.

No siempre se presentan pródromos, dando lugar a la pérdida de la conciencia súbita, por lo que el riesgo de sufrir lesiones físicas secundarias a la caída es mayor. Estas presentaciones atípicas, sin pródromos, son más frecuentes en personas de edad avanzada, mientras que la forma típica, descrita inicialmente es más común en pacientes más jóvenes.
Durante el episodio sincopal se puede tener uno o más de los siguientes síntomas:
- palidez
- Diaforesis profusa
- piel fría
- pupilas dilatadas
- desvanecimiento sin desmayo
- confusión mental y falta de orientación
- y menos frecuentemente incontinencia fecal o urinaria.

También en algunos casos se pueden observar movimientos tónicos o clónicos, indicando que se alcanzó el umbral anóxico cerebral (el cerebro deja de recibir oxígeno). La pérdida del conocimiento es breve, con una recuperación rápida al cambiar la posición del cuerpo. 
Cuando las crisis se inician en la adolescencia, por lo general, van disminuyendo con el tiempo. En las mujeres jóvenes los episodios se hacen más frecuentes durante el período menstrual.

## Diagnóstico
Un número más que importante de padecimientos pueden causar este síncope. Hacer un diagnóstico correcto de la pérdida de conciencia es uno de los desafíos más difíciles que un médico puede enfrentar. La base de un buen diagnóstico del síncope vasovagal y otras enfermedades, se basa en una descripción clara por parte del paciente, sobre todo sobre los eventos desencadenantes, los síntomas y cuando le ocurre.
En pacientes con recurrencia de este síncope, el diagnóstico adecuado puede darse con uno o más de las siguientes exámenes o pruebas médicas:
- prueba de la mesa inclinada, prueba de inclinación o "Tilt Test"
- implantación de un grabador insertable tipo "loop"
- monitor Holter o algún otro tipo de monitor cardíaco
- ecocardiograma
- electrofisiología cardíaca
- Tratar de tocarse la punta de la nariz alternativamente con la punta de los dedos índices de cada mano.

## Tratamiento
Como medidas generales, se debe explicar a quien padece estos síntomas la naturaleza de su problema e instruir para que evite los factores predisponentes (calor extremo, deshidratación, conglomerados de personas,...), así como también a reconocer los síntomas premonitorios, de modo que, al presentarse éstos, pueda adoptar una posición de decúbito y realizar maniobras que aumenten el retorno venoso. Cuando existen factores que limitan la precarga, como un retorno venoso inadecuado o hipovolemia crónica (por ejemplo, el uso de diuréticos), puede ser que los síntomas desaparezcan al corregir dichos factores (adecuaciones en las dosis de diuréticos, uso de medias elásticas compresivas, entre otros). Puede hacer ejercicio, pero debe instruirse para que consuma bebidas hidratantes antes y después del mismo.[cita requerida]
Existen dos tipos de tratamiento para el síncope vasovagal, y el preferible es el cambio en el estilo de vida, porque los fármacos y dispositivos tienen efectos secundarios que pueden afectar más de lo que benefician. Cada tratamiento debe individualizarse en cada paciente, según las manifestaciones clínicas y el resultado de la prueba de inclinación.[cita requerida]
- Estilo de vida
  - Ingesta de líquidos de al menos dos litros al día para mantenerse hidratado.
  - Ingesta de sal (7 gramos por día; aproximadamente 1 1/2 cucharadita).
  - Maniobras físicas: contracción isométrica de brazos (hay contracción del músculo, el cual desarrolla tensión, pero sin movimiento. Por ejemplo, permanecer bloqueado en la barra con los brazos plegados), cruzar las piernas y apretar.
  - Entrenamiento de inclinación: 10 a 30 minutos por día de pie contra la pared.
  - Recostarse y levantar los pies sobre una pared a mayor altura que la cabeza por cinco a diez minutos tres veces al día.

- Fármacos y dispositivos
  - Midodrine
  - Fludrocortisona
  - Beta-bloqueadores
  - Inhibidores de la recaptura de serotonina
  - Marcapaso definitivo

Vivien Araya Gómez sugiere, como medidas generales: 
- Aumentar la ingesta diaria de líquidos, para evitar estados de deshidratación.
- En caso de ejercicio y sudoración profusa o las mujeres durante los periodos menstruales, ingerir soluciones hidratantes con electrolitos (Gatorade, por ejemplo).
- No restringir la sal en la dieta.
- Evitar estar de pie por periodos muy prolongados; en caso de requerirlo por el tipo de ocupación, utilizar medias elásticas firmes hasta la rodilla.
- Evitar sitios encerrados y calientes.
- Conducir con aire acondicionado.
- Restringir al máximo cualquier tipo de medicamento taquicardizante.